# Охотники за разумом
«Охотники за разумом» (англ. Mindhunters) — драматический триллер режиссёра Ренни Харлина. Слоган фильма: «Для семи элитных специалистов найти серийного убийцу — это процесс устранения. Самих себя.» Сюжет фильма основан на романе Агаты Кристи «Десять негритят».

## Сюжет
Семеро студентов ФБР направляется на островную базу ВМФ США для прохождения итогового экзамена. Вместе с ними туда отправляется полицейский психолог-криминалист. На этом острове находится большой дом и городок, используемый военными для учений. Студенты готовятся стать профессиональными психологами-криминалистами, расследующими убийства и занимающимися розыском серийных убийц. Чтобы пройти экзамен, они должны расследовать уголовные дела, придуманные их преподавателем.
В начале тренировки в результате подстроенной ловушки один из студентов погибает. Остальные, понимая, что на острове находится маньяк-убийца, пытаются покинуть остров на катере, но он взрывается, когда люди подходят к нему. Оказавшись на острове отрезанными от внешнего мира, люди пытаются вычислить маньяка, который в это время начинает одного за другим убивать людей, проявляя при этом незаурядную изобретательность. Причём убийца подбрасывает людям сломанные часы, на которых указано время новой смерти. Остающимся в живых нужно срочно разгадать зловещие загадки, однако на это у них остаётся не так много времени.

## В ролях

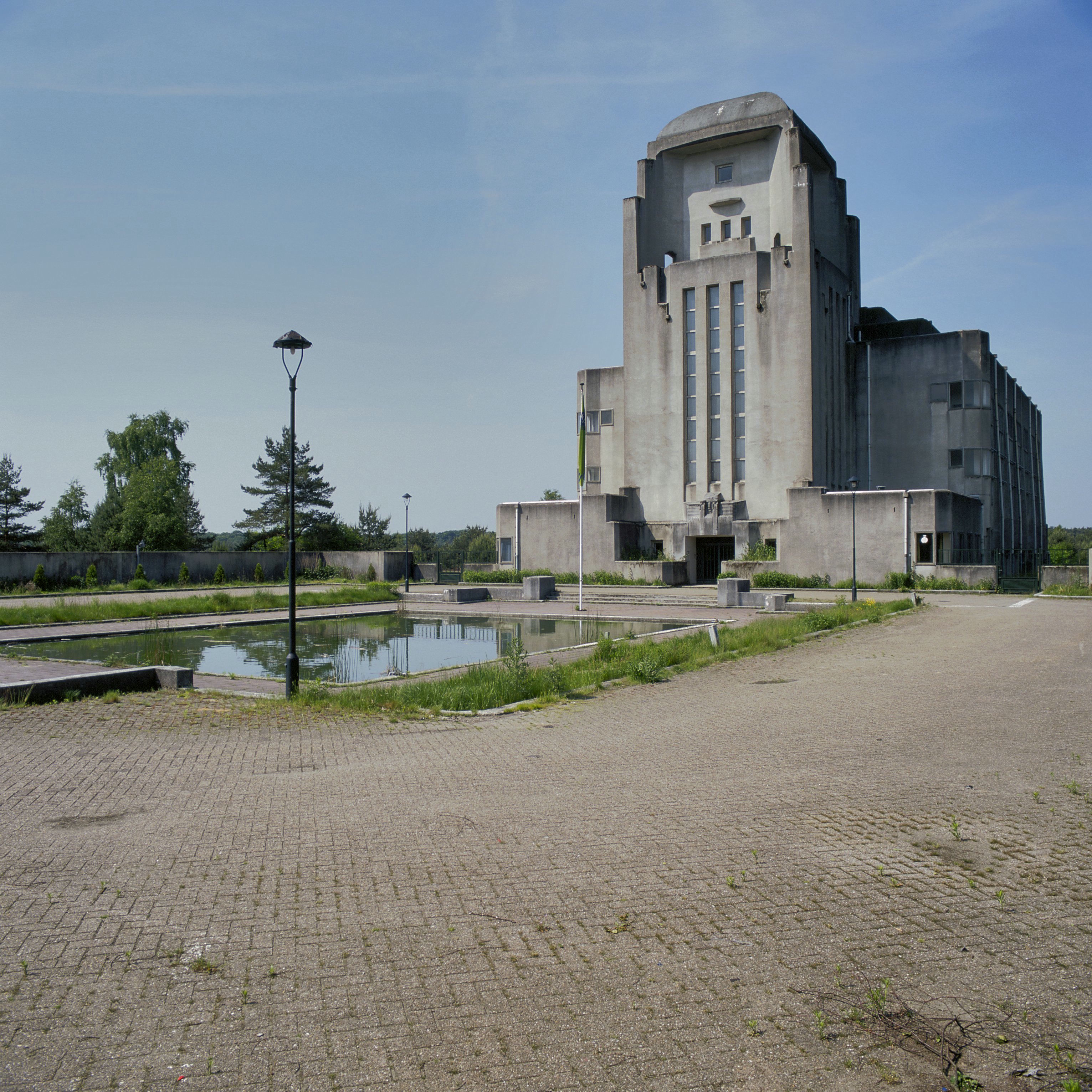
Здание Radio Kootwijk использовалось для съёмок фильма

| Актёр                   | Роль           |
| ----------------------- | -------------- |
| Кристиан Слейтер        | Джей Ди Рестон |
| Кэтрин Моррис           | Сара Мур       |
| LL Cool J               | Гейб Дженсен   |
| Джонни Ли Миллер        | Лукас Харпер   |
| Эйон Бэйли              | Бобби Уитмен   |
| Клифтон Коллинз-младший | Винс Шерман    |
| Уилл Кемп               | Рейф Перри     |
| Патрисия Веласкес       | Николь Уиллис  |
| Вэл Килмер              | Джейк Харрис   |

## История создания
Съёмки фильма проводились в Нидерландах. Постпродакшн картины для снижения бюджета был перенесён в Великобританию. Начало съёмок и производство фильма было перенесено с января 2002 года на сентябрь, сама картина была выпущена не раньше 2004 года (2005 в США).
Консультантом выступил Джеймс Гринлиф, настоящий агент ФБР. Специально для фильма в Лондоне были подготовлены 450 визуальных эффектов.[уточнить] 10 художников работали над ними в течение девяти месяцев.
Для фильма сняли сразу несколько финалов. С конечным вариантом определились только после тест-просмотров.